# یتم (کالیفرنیا)
یتم (به انگلیسی: Yettem) یک منطقهٔ مسکونی در ایالات متحده آمریکا است که در تولار واقع شده‌است. یتم ۰٫۳۹۸ کیلومتر مربع مساحت و ۲۱۱ نفر جمعیت دارد و ۱۰۶٫۰۷ متر بالاتر از سطح دریا واقع شده‌است.